# Nationalparlament Papua-Neuguineas
Das Nationalparlament von Papua-Neuguinea (National Parliament) ist das Parlament im Einkammersystem von Papua-Neuguinea. Es befindet sich in der Hauptstadt Port Moresby.
Die 118 (bis 2022: 111; bis 2012: 109) Abgeordneten des Parlaments werden in den 96 (2012–2022: 89) Bezirks- und 22 Provinzwahlkreisen direkt für fünf Jahre gewählt.
Seit 2007 wird eine Mehrheitswahl mit alternativer Stimmabgabe (Limited Preferential Voting System) angewandt. Demnach hat jeder Wahlberechtigte drei Präferenzstimmen und das Auszähl- bzw. Eliminierungsverfahren wird so lange fortgesetzt, bis einer der Kandidaten die absolute Mehrheit der verbleibenden Stimmen erreicht. Die Einführung der Präferenzwahl soll es u. a. Frauen leichter machen, Parlamentssitze zu gewinnen. Bis 2017 war Papua-Neuguinea eines der (Stand 2022) weltweit vier Länder, in denen keine Frauen im Parlament vertreten waren. Bei der Wahl 2022 haben zwei Frauen Mandate für das Parlament gewonnen.

## Parlamentsgebäude
Das alte Parlamentsgebäude war ein früheres Krankenhaus in Port Moresby und wurde ab 1964 vom House of Assembly of Papua and New Guinea genutzt, welches nach der Unabhängigkeit 1975 zum Nationalparlament von Papua New Guinea wurde.
Das neue Parlamentsgebäude wurde 1984 erbaut und von Prince Charles eröffnet. Die Architektur und Symbolik des Gebäudes sind stark umstritten, unter anderem aus religiösen Gründen.

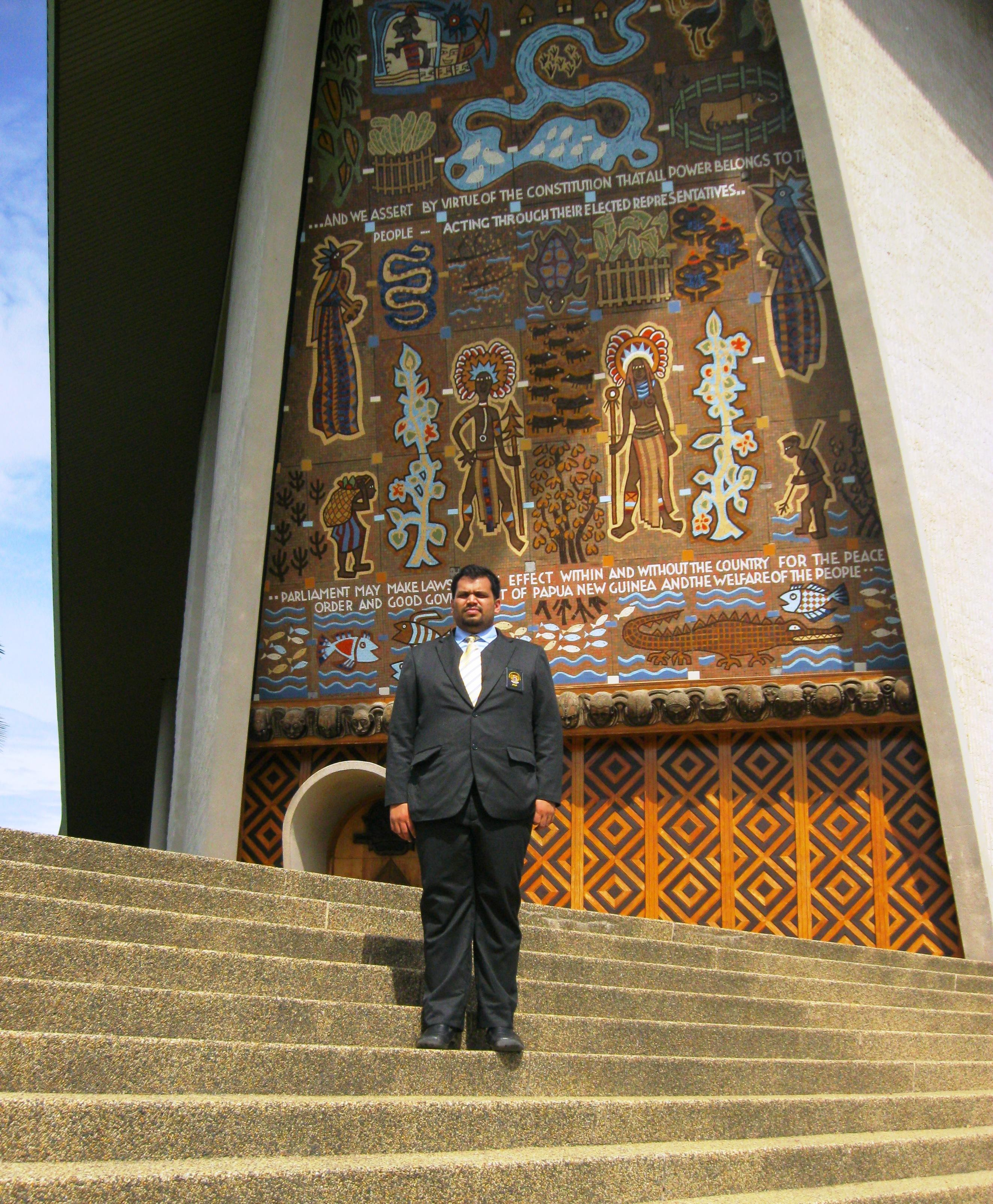
Portal des Parlamentsgebäudes